# Saulchoy-sous-Poix
Saulchoy-sous-Poix – miejscowość i gmina we Francji, w regionie Hauts-de-France, w departamencie Somma.
Według danych na rok 1990 gminę zamieszkiwały 32 osoby, a gęstość zaludnienia wynosiła 9 osób/km² (wśród 2293 gmin Pikardii Saulchoy-sous-Poix plasuje się na 964. miejscu pod względem liczby ludności, natomiast pod względem powierzchni na miejscu 1007.).